# Caletorellus siamensis
Caletorellus siamensis is een hooiwagen uit de familie Epedanidae. De wetenschappelijke naam van Caletorellus siamensis gaat terug op Hirst. De originele naamcombinatie (protoniem) was Epedanus siamensis  Hirst, 1912. Een volgende naamrecombinatie werd gepubliceerd als Euepedanus siamensis (Hirst, 1912) in Roewer 1923, later als Caletorellus siamensis (Hirst, 1912) in Roewer 1938.